# Instagram
Instagram est un réseau social permettant de partager des photos et des vidéos, fondé et lancé sous forme d'application mobile et web en octobre 2010 par l'Américain Kevin Systrom et le Brésilien Mike Krieger. Depuis 2012, l'application appartient au groupe américain Meta (anciennement Facebook Inc), elle est disponible sur les plates-formes mobiles de type iOS, Android et Windows Phone et également sur des ordinateurs grâce au site interne, avec des fonctionnalités réduites. L'âge minimum requis pour utiliser Instagram est de 13 ans.
Instagram revendique plus d'un milliard d'utilisateurs à travers le monde, dont 75 % d'utilisateurs en dehors des États-Unis, selon les chiffres officiels fournis en juin 2018.
L'appellation Instagram comporte les éléments Insta, de l'anglais instant camera (appareil photographique instantané), et gram, du mot anglais telegram.

## Présentation
Instagram permet de partager ses photographies et ses vidéos avec son réseau d'amis, de fournir une appréciation positive (fonction « j'aime ») et de laisser des commentaires sur les clichés déposés par les autres utilisateurs.
Elle permet aussi de dialoguer avec les autres membres via l'utilisation de la messagerie interne appelée « Instagram direct » (les messages sont des DMs, direct messages).
À la suite d'une nouvelle mise à jour en août 2020, il est maintenant possible de publier des « Reels ». Ce sont des vidéos divertissantes qui durent environ 1 à 2 minutes, souvent comparées à des vidéos du réseaux social TikTok. Avec les mêmes objectifs que l'application TikTok, elles incitent l'utilisateur à rester le plus de temps possible sur Instagram.
Les applications telles qu'Instagram contribuent à la pratique de la phonéographie, ou photographie avec un téléphone mobile.
Le service a rapidement gagné en popularité, désigné par Apple comme « Application de l'année » en 2011, il comptait déjà 100 millions d'utilisateurs actifs en avril 2012.
Deux ans plus tard, en mars 2014, le réseau annonçait 200 millions d'utilisateurs actifs, puis en novembre de la même année, 300 millions s'imposant comme deuxième réseau social dans le monde après Facebook et devant Snapchat et Twitter.
En septembre 2015, Instagram annonce sur son blog officiel 400 millions d'utilisateurs mensuels actifs, et plus de 1 milliard en 2018. Dans le détail, 200 millions des nouveaux utilisateurs annuels proviennent à 50 % d'Europe et de l'Asie. Trois pays ont particulièrement participé à cette croissance selon Instagram : le Japon, le Brésil et l'Indonésie. 75 % de l'audience est aujourd'hui en dehors des États-Unis.

## Historique

### Années 2010

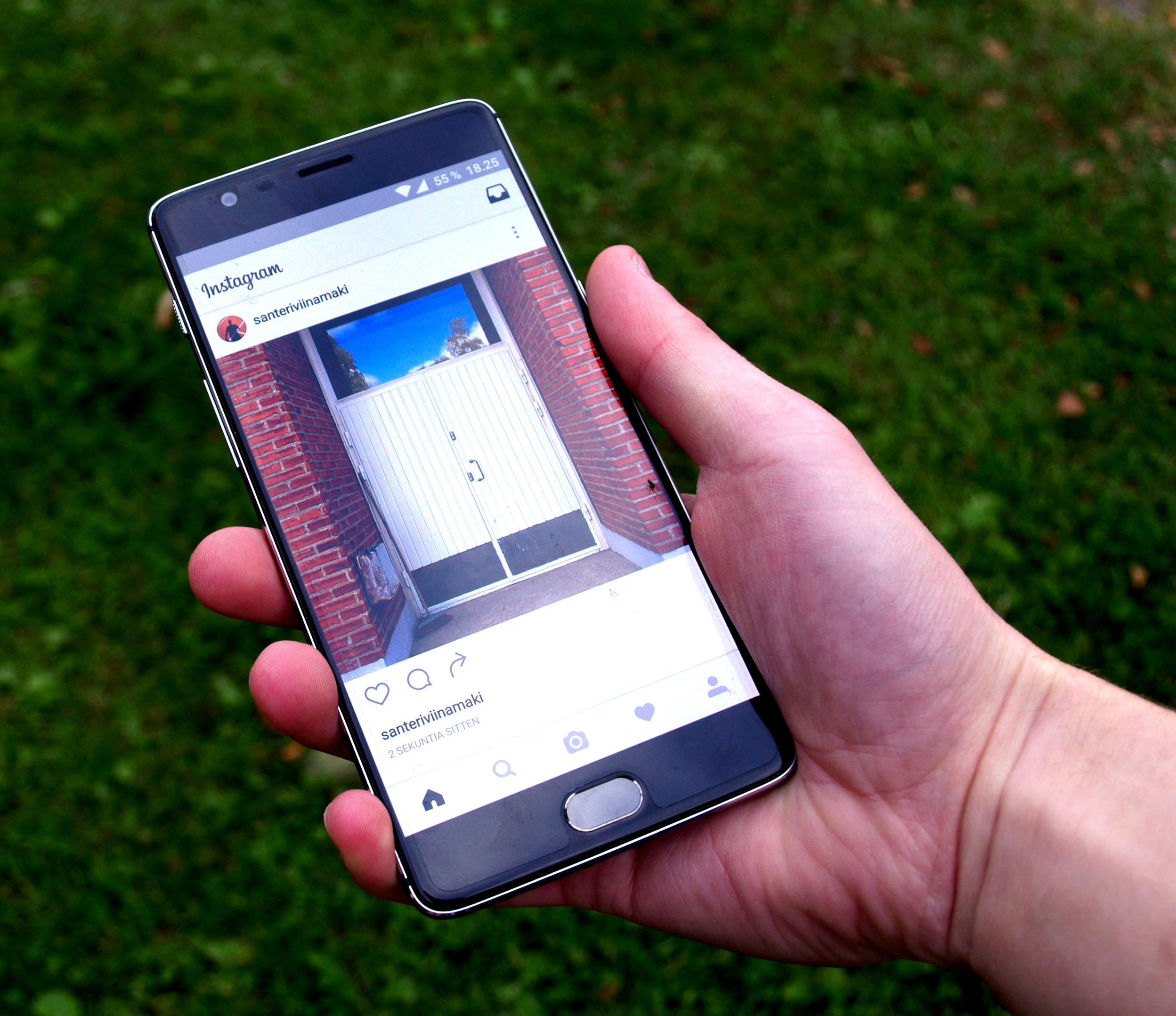
À l'origine, seul le format carré (1:1) était disponible pour le partage de photographies et de vidéos.

Instagram est apparue en octobre 2010. Elle a été fondée par Kevin Systrom, qui a fait ses études à l'Université Stanford. La photographie l’a toujours intéressé – au lycée, il présidait le club de photo. Lors de ses études à Stanford, ses instructeurs l’ont encouragé à utiliser des appareils dotés d’une lentille Holga, laquelle amène à capter des clichés de format carré, mais aussi à développer ses clichés à l’ancienne.
Ironie du sort, au moment où Facebook démarrait en 2004, un des employés, Adam d’Angelo a insisté pour le recruter.
« À l’époque, j’ai demandé conseil à mes mentors et ils m’ont tous dit que Facebook n’était qu’une mode sans lendemain », a déclaré Kevin Systrom.
En 2010, à ses heures perdues, Systrom a développé en compagnie d’un autre ingénieur issu de Stanford une application de prise de photos, avec 11 filtres simulant des techniques de développement professionnel. Ainsi traités, bien des clichés sans envergure acquièrent un aspect sophistiqué. Finalement, après environ huit semaines de travail Instagram est né – le nom venant de la combinaison de « instant camera - appareil photo à impression instantanée » et « telegram ».
Lancée le 6 octobre 2010, Instagram a connu un succès instantané : l’application a été téléchargée 25 000 fois en une seule journée. Le 12 décembre 2010, elle comptait déjà un million d’utilisateurs. Un an plus tard, alors que le cap des 10 millions d’utilisateurs a allègrement été dépassé, Instagram a été désigné « Application iPhone de l’année ».
Le 10 avril 2012, Facebook annonce l'acquisition d'Instagram pour environ un milliard de dollars américains dont une partie sous forme d'actions, en précisant vouloir garder l'indépendance du service. Ce montant fait craindre à certains l'existence d'une bulle spéculative internet.
L'acquisition d'Instagram par Facebook entraîne un changement des conditions générales d'utilisation l'autorisant à exploiter commercialement les photographies des utilisateurs et croiser leurs données entre les deux sociétés. Après la présentation des nouvelles conditions d'utilisation le 18 décembre 2012, un grand nombre d'utilisateurs proteste, certains supprimant leur compte. Les responsables d'Instagram font alors savoir que leur décision avait été mal comprise et l'annulent. Selon eux, la marque voulait mettre en place des « solutions publicitaires innovantes et adaptées à Instagram ». Malgré ce revirement, Instagram aurait perdu 4 millions d'utilisateurs entre le 19 décembre 2012 et le 26 décembre 2012, chiffres niés par Facebook, d'autres services ayant connu la même baisse sur la période de fin d'année.
En août 2014 Instagram lance « Hyperlapse », une application vidéo permettant de réaliser des accélérés.
En mars 2015 Instagram lance l'application « Layout » permettant de réaliser des collages photos depuis un smartphone.
En août 2015, avec la version 7.5, Instagram ouvre le réseau aux images en format paysage. Il s'agit d'une « petite révolution » puisque le réseau s'était construit autour du format carré des publications. Les utilisateurs peuvent publier des images en format paysage dans la longueur ou largeur. Instagram, dans son communiqué d'annonce, souligne les nouvelles possibilités offertes par ce format pour les vidéos. Précédemment, les Instagramers utilisaient des applications tierces (Instasize notamment) pour redécouper des contenus et les convertir en format carré.

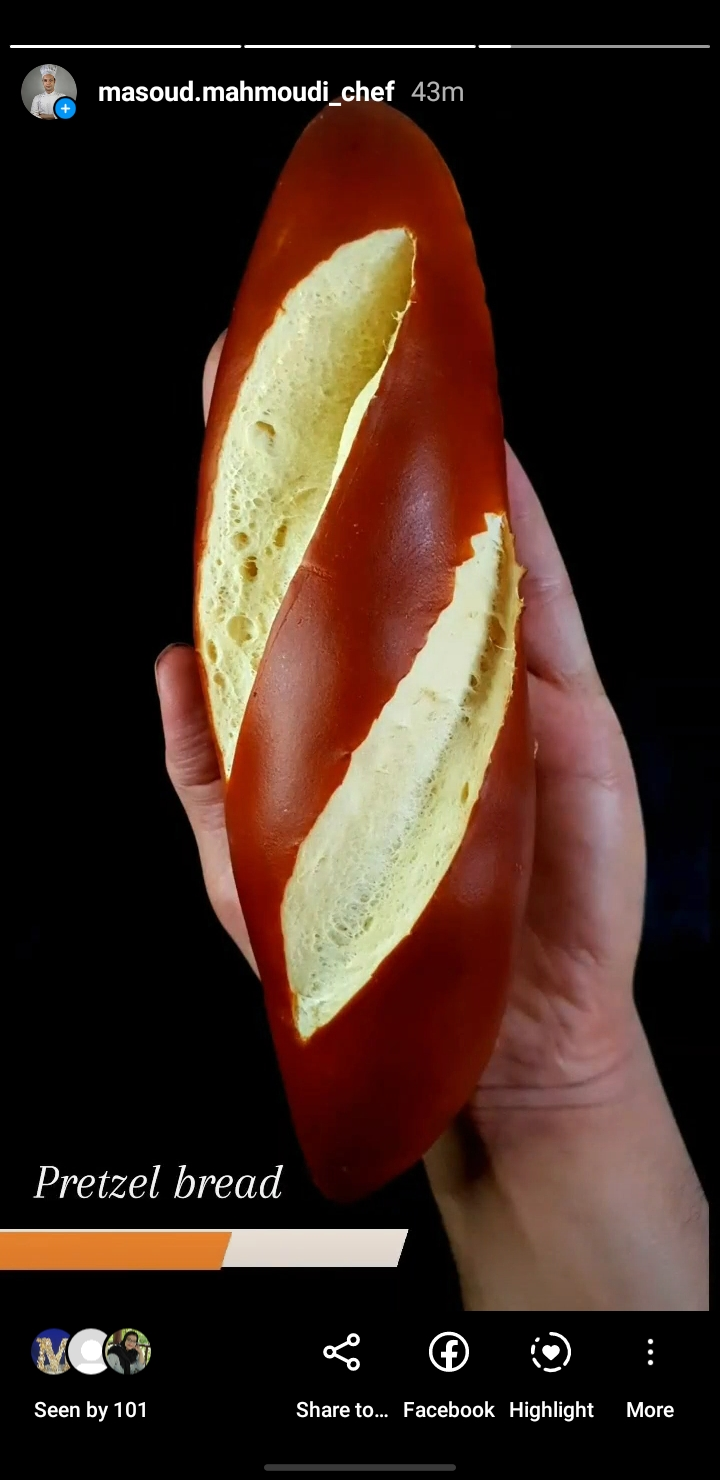
Story sur Instagram telle que visionnée sur un smartphone.

En octobre 2015, Instagram lance une nouvelle application, Boomerang, un nouvel outil de création de vidéos courtes sous forme de gif court et rembobiné. Un mois après Instagram aurait testé une version multi-comptes auprès de certains utilisateurs. Elle rejoindrait donc Facebook et Twitter, qui permettent déjà d'utiliser plusieurs comptes.
Instagram annonce en mars 2016 que ses contenus ne seraient bientôt plus présentés de manière chronologique mais selon un algorithme qui affichera aux utilisateurs ce qui est le plus susceptible de les intéresser[source insuffisante]. Dans un premier temps, toutes les publications seront encore disponibles sur la page.
Instagram change d'icône en mai et revoit l'apparence visuelle de son application[source insuffisante].
En août 2016, Instagram lance une nouvelle fonctionnalité, similaire à celle de Snapchat, pour partager un diaporama de photos et vidéos : Instagram Stories. Ce système permet aux utilisateurs de partager des moments de leur quotidien sans surcharger leur page : les contenus disparaissent au bout de 24 heures et n'apparaissent ni sur le profil ni dans le fil d'actualité, mais au-dessus de ce dernier. Lorsqu'une nouvelle « story » est publiée, un cercle de couleur rouge apparaît autour de la photo de profil du compte.
Instagram commence à tester des moyens de permettre à ses utilisateurs d'acheter « plus facilement » des produits découverts sur son service le 1er novembre. Dans l'optique de se développer sur le marché du commerce en ligne, Instagram dit vouloir explorer à plus long terme une expansion mondiale, la possibilité d'avoir des recommandations sur des produits ou encore de sauvegarder des contenus pour plus tard.
En septembre 2018, Kevin Systrom et Mike Krieger, les deux fondateurs, démissionnent à la suite d'un conflit avec Mark Zuckerberg, président-directeur général de Facebook.
L'année suivante en février, Instagram et Facebook annoncent la suppression de contenus explicites en lien avec le suicide et l'automutilation. Cette décision fait suite au suicide d’une adolescente de 14 ans, Molly Russel. L'analyse de son compte Instagram a révélé qu'elle avait consulté de nombreuses images relatives à la dépression et au suicide. Le ministre de la santé anglais, Matt Hancock, avait menacé Instagram de prendre des sanctions.

### Années 2020
En novembre 2020, Instagram propose une toute nouvelle interface avec deux boutons : Reels et Shop. « Reels » permet aux utilisateurs d'accéder aux courtes vidéos tandis que « Shop » met en avant les produits à vendre.
Le 4 octobre 2021 vers 11 h 40 (heure de la côte Est américaine), 17 h 40 (heure en Europe de l'Ouest), tous les services du groupe Facebook (Facebook, Messenger, WhatsApp, Instagram) deviennent inaccessibles, affectant plus de trois milliards d'utilisateurs de ces différents services dans le monde,. La panne, qui dure plus de six heures avec un rétablissement progressif à partir de 0 h 30 CET, touche jusqu'aux employés de l'entreprise qui ne peuvent pas gagner leur bureau dans la mesure où leur badge ne fonctionne pas, ce qui retarde la possibilité de mesurer l'ampleur des dégâts. Cette panne géante serait due à un changement de configuration défectueux de ses serveurs. L'action Facebook au Nasdaq dévisse dans la journée de 4,89 %.
En janvier 2022, le réseau social Instagram lance une version payante de son application. Les influenceurs de la plateforme peuvent ainsi proposer la souscription d'un abonnement afin de proposer un contenu exclusif aux abonnés, notamment des publications, des lives et des stories. Les utilisateurs ayant souscrit un abonnement disposent d'un logo violet à côté de leur pseudo afin d'être facilement identifiables. Cette phase test n'est disponible qu'aux États-Unis,.
Le 26 février 2025, pour des raisons inconnues, des utilisateurs du réseau social se sont vus proposer des vidéos violentes, malsaines et parfois sexuelles sur leurs fils de propositions. Le problème est réglé le lendemain.

## Particularité
Avec 1,386 milliards de membres mensuels actifs, Instagram s'impose aujourd'hui comme un média social de premier plan. Il affiche des particularités notables par rapport aux autres réseaux majeurs comme Facebook, Twitter, Pinterest, ou Snapchat. Il permet de publier des vidéos, depuis 1 minute maximum par défaut jusqu'à 60 minutes avec IGTV (Instagram TV). Des photos peuvent aussi être publiées, et retouchées directement sur le réseau avec une dizaine de filtres différents, sur un compte personnel ; celles-ci sont par la suite visibles par d'autres utilisateurs du réseau et restent sur ce compte indéfiniment.

### Fonctionnalités de partage
Instagram comporte des fonctionnalités réduites de partage. Sur Twitter (Aujourd'hui X), un utilisateur peut « retweeter » un contenu, c'est-à-dire qu'il peut partager une publication d'un autre utilisateur auprès de sa communauté d'abonnés. Le même principe existe sur Facebook (bouton « partager ») ou sur Pinterest par exemple (bouton « réépingler »). Sur Instagram, les utilisateurs ne peuvent pas nativement partager le contenu d'autres utilisateurs. C'est pourquoi la viralité des contenus est très limitée sur le réseau.
Les utilisateurs peuvent toutefois partager du contenu d'autres membres dans leur story ou en réutilisant des applications tierces qui permettent de réaliser l'opération. Le fait de partager un contenu sur Instagram est appelé un « repost ». Il est aussi possible d'envoyer des photos et des messages via Instadirect (les messages privés Instagram) à d'autres utilisateurs.

### Des membres très «engagés» sur le réseau
Instagram est souvent présenté comme le réseau de l'engagement par rapport aux autres existants. En effet, le réseau permet d'aimer (liker) facilement les publications des membres en cliquant sur une icône cœur ou bien en double-tapant sur l'image en question. Cette facilité « d'interaction » et l'immédiateté du rapport à l'image permet aux utilisateurs de s'engager en grande proportion sur les contenus publiés sur le réseau. Plusieurs études publiées sur les comptes de grandes marques présentes sur le réseau ont montré que les niveaux d'engagement étaient en moyenne supérieur à 5 % (pour 100 abonnés, 5 aiment ou commentent un contenu), soit 80 fois plus que sur Facebook et 160 fois plus que sur Twitter.

### Présence de liens vers l'extérieur
Instagram ne permet pas aux membres de poster des liens actifs (cliquables) sur ses contenus. Si un membre rajoute un lien URL dans un commentaire ou une description de photo/vidéo, ce lien apparaîtra mais ne sera pas cliquable, il sera considéré comme un simple texte.
Instagram autorise ses utilisateurs à insérer plusieurs liens hypertextes dans leur « biographie ». En 2018, Instagram autorisait également la mise en ligne de liens cliquables dans les « stories » des comptes possédant plus de 10 000 abonnés, désormais tous les utilisateurs de la plateforme ont accès à cette fonctionnalité. En dehors des liens en biographie et des liens en « story », le réseau est focalisé sur son propre univers à la différence de Twitter et Facebook qui permettent d'insérer des liens actifs vers d'autres sites internet depuis n'importe quelle publication.
Les nouveaux formats publicitaires introduits par Instagram permettent aux annonceurs de proposer des liens vers leurs sites et plateformes web.

### Une publication facilitée des photos
Le site internet d'Instagram est à distinguer de son application mobile. Bien que le site soit utilisable sur tout type de support (desktop, tablette, smartphone), l'application est basée sur un principe de mobile first. L'envoi de photos et de vidéos n'est possible que depuis des plateformes mobiles. Des applications telles que Layout permettent de mettre en forme des images pour pouvoir ensuite les partager via Instagram et/ou Facebook.

## Utilisations particulières

### Tourisme
Instagram joue un rôle central dans les habitudes de voyage, en les plaçant à rebours des aspirations au tourisme durable de nombreux pays, selon Amélie Deloche, cofondatrice du collectif « Paye ton Influence », qui y voit « la première agence de voyage du monde », modelant les imaginaires à « l'idée qu'il est normal de voyager fréquemment et à l'étranger, que ce soit pour le travail ou pour des vacances », amenant l'agence de communication numérique Nouvelle Lune agency, à inciter les utilisateurs à résister à cette tendance et une quarantaine de journalistes, YouTubeurs, et blogueurs à fonder « Itinéraire Bis », pour des imaginaires aussi séduisants mais plus adaptés à l'urgence climatique.

### Influenceurs
Une pratique du marketing digital est de fournir un contenu « instagrammable » (lieu, plat, décor esthétique… qui mérite d'être partagé sur Instagram) aux influenceurs pour faire le buzz sur ce réseau social. Ces influenceurs peuvent également fournir un accompagnement en marketing vidéo (en) favorisant la création de tels contenus.
Le réseau social permet ainsi à de nombreux influenceurs de voir le jour. Appelés « instagramers », ils sont suivis par plusieurs milliers (voire millions) d'abonnés. Ils tirent des revenus des partenariats réalisés avec les marques (via des agences d'influence notamment ou via des plateformes de monétisation des posts Instagram). Si Instagram ne publie pas de statistiques précises des plus grands influenceurs sur Instagram, il est possible de retrouver quelques classements sur des sites qui exploitent l'API d'Instagram pour publier certains chiffres (cf. références).
Certains Instagramers gagnent leur vie avec cette activité. Les revenus des influenceurs sur Instagram varient cependant assez fortement selon le nombre d'abonnés et la qualité éditoriale estimée par la marque. D'après une enquête de l'agence marketing Tanke qui a analysé près de 300 000 comptes Instagram, il existerait une relation inverse entre le nombre de followers et le taux d'engagement. C'est pourquoi certaines marques privilégient des partenariats avec des influenceurs qui n'ont pas nécessairement le plus de followers : les « micro-influenceurs » (entre 10 000 et 100 000 followers). En France, ces partenariats sont soumis à l'article L121-1 du code de la consommation : l'influenceur est en effet contraint d'annoncer de façon explicite qu'il a bénéficié d'un avantage (en argent ou en nature) pour faire son post Instagram par exemple avec une mention du type #sponsorisé.

### Mode
Les instagirls sont des personnalités féminines liées à la mode ou au mannequinat et utilisant abondamment cette application de partage de photos. Leur niveau de popularité auprès des médias ou du public devient alors consécutif à cet usage d'autopromotion, jusqu'à influencer leur carrière. Certaines instagirls dépassent le million voire les dizaines de millions d'abonnés. Elles établissent donc leur popularité par la large présence sur Instagram bien avant que le mannequinat les mette en vedette. Les instagirls restent le symbole de l'influence de l'application dans le domaine de la mode, courant plus large apparu au milieu des années 2010. Ainsi certains créateurs de mode ou marques font d'Instagram un vecteur majeur de leur communication. Le danger reste que ces entreprises ne maitrisent plus la totalité de leur communication.
Le 27 septembre 2018, l'assassinat d’une célèbre instagrammeuse à Bagdad provoque la stupeur en Irak. Cette jeune femme, Tara Fares, mannequin de 22 ans, avait 2,7 millions d’abonnés affichait sa vie et sa féminité sur les photos qu'elle publiait sur Instagram.

## Fonctions techniques

### Filtres
L'un des ressorts du succès de l'application Instagram sont les filtres qui permettent aux utilisateurs de modifier leurs photos. En effet, pour poster un média sur le réseau, un Instagramer doit d'abord prendre une photographie soit au travers de l'application, soit en chargeant une photo disponible sur son appareil. Ensuite, il peut y ajouter des filtres qui lui permettent de modifier l'aspect visuel de la photographie en lui donnant de nouvelles tonalités (photographie en noir & blanc, sépia, etc.).
Si à l'origine, Instagram proposait uniquement 15 filtres, le réseau a enrichi au fur et à mesure son application en y intégrant de nouveaux.

### Publicité
La publicité sur Instagram a été introduite en plusieurs étapes. Dans un premier temps, le réseau a ouvert la publicité à de premiers lots d'annonceurs premium dans quelques pays du Monde. En France, dès le 9 mars 2015, des acteurs comme Air France, Lacoste, Guerlain, Coca-Cola, etc. ont pu être les premières marques à annoncer sur Instagram en France. Le choix du positionnement premium sur un lot restreint de marques a été interprété comme manifestation de la volonté du réseau de procéder en douceur. Ce, à la fois pour habituer les utilisateurs à la présence des marques, mais aussi pour apporter des exemples de campagne à de futurs annonceurs.
En septembre 2015, Instagram a annoncé l'ouverture de la publicité à l'ensemble des annonceurs. La publicité se généralise ainsi au-delà des grandes marques au travers d'un outil de gestion « libre service » des campagnes. Cet outil est le même que celui utilisé sur Facebook, le « Power Editor ».
La publicité est un enjeu important pour Instagram et plus encore pour Facebook, propriétaire du réseau. L'objectif est de diversifier les sources de revenu du réseau social de Mark Zuckerberg et de faire d'Instagram un acteur puissant de la publicité sur les réseaux sociaux. Selon des projections d'Emarketer, Instagram possède un fort potentiel. Le réseau devrait générer dès 2015 plus de 596 millions de dollars de revenus publicitaires pour atteindre 2,81 milliards de dollars en 2017, soit plus que les revenus mobiles de Twitter ou Google[réf. nécessaire].
En 2023, Instagram représentait 36,9 % du chiffre d'affaires total de Meta (134 milliards de dollars).

### Applications tierces
À la différence d'autres réseaux sociaux, Instagram a fait le choix de proposer des services complémentaires au réseau au sein d'applications propres. Ainsi, il a lancé « Bolt » en juillet 2014 puis « Hyperlapse » en août 2014, « Layout » en mars 2015 et enfin « Boomerang » en octobre 2015. À la différence de « Bolt » qui est presque un nouveau réseau social à lui seul, « Boomerang », « Layout » et « Hyperlapse » sont plus considérés comme des outils permettant d'enrichir l'édition des images & vidéos à destination d'Instagram.
- Boomerang : Instagram a lancé en octobre 2015, une nouvelle application qui permet de transformer des images classiques en vidéo. L'application permet de capter une dizaine de photos pour ensuite les assembler et les transformer en une vidéo courte. À la différence d'un simple gif, la vidéo va d'avant en arrière avec un rembobinage visible pour l'utilisateur - c'est l'« effet Boomerang ». Comme Layout ou Hyperlapse, l'application est un outil de création et non un réseau social. Les utilisateurs n'ont pas besoin de se loguer et l'utilisation est simplifiée par une ergonomie et des fonctionnalités très sobres. Toutes les créations sont partageables sur Facebook et Instagram sur le premier menu, et vers Twitter dans le deuxième menu.
- Layout : Prenant en compte la popularité des photo-collages réalisés par les Instagramers au travers d'applications tierces comme Instapicframe, Instagram a conçu et lancé sa propre application d'édition. Lancée en mars 2015, l'application permet de regrouper différents clichés au sein d'une même photo. Elle propose différents gabarits de photo-collage que l'utilisateur peut personnaliser dans ses hauteurs et largeurs. Les images sont issues de la bibliothèque de photos de celui-ci mais il est aussi possible de prendre des clichés directement depuis l'application via la « cabine photos ». Originellement distincte de l'application Instagram, Layout y a été ensuite promue. L'instagramer avant de poster une photo peut ainsi soit cliquer sur un bouton présent à droite de l'écran de prévisualisation pour télécharger Layout, soit l'utiliser pour photo-coller en allant vers l'appli.
- Hyperlapse : permet d'enregistrer des vidéos en time-lapse. Il s'agit de la deuxième application lancée par Instagram. Elle permet aux utilisateurs de smartphone Android & iOS de créer des vidéos en time-lapse, c'est-à-dire des contenus vidéos accélérées à partir de clichés pris à intervalles réguliers (plusieurs secondes ou minutes) puis remontées en format vidéo classique. Hyperlapse permet d'accélérer le contenu produit entre 1 et 12 fois la vitesse originale.
- Bolt : Il s'agit de la première application créée par Instagram après son lancement. L'application est une messagerie qui permet d'envoyer à ses contacts des images et des vidéos qui seront supprimées après leur lecture. Cette messagerie éphémère a été lancée deux semaines après celle développée par Facebook avec Slingshot. Les observateurs du marché[53] ont vu dans ce développement une manière des deux réseaux de répondre à la très forte croissance du réseau Snapchat.

### IGTV
IGTV était une application mobile de partage de vidéos créée par Instagram. Le service permettait la diffusion de vidéos plus longues pour les abonnés d'Instagram. Bien qu'IGTV consiste en une application mobile indépendante, ses fonctionnalités de base étaient également présentes au sein du site web et de l'application Instagram.
Le service est présenté et lancé le 20 juin 2018 lors d'un événement en direct à San Francisco par Kevin Systrom, et mettant en vedette différents influenceurs comme Lele Pons,.
Le service permet de téléverser des vidéos ne dépassant pas les limites imposées d'une durée de 10 minutes et d'une taille de fichier de 650 Mo, tandis que l'importation via l'interface Web permet de relever ces limites à 60 minutes et 3,6 Go. L'application lit automatiquement les vidéos dès son lancement, ce que Kevin Systrom a comparé aux hôtes vidéo où il faut d'abord localiser une vidéo,,.
Les comptes Instagram avec une chaîne IGTV reçoivent un onglet IGTV sur leur page de profil. De plus, les téléchargements sur IGTV peuvent être reflétés sur une page Facebook liée.
Depuis mai 2019, IGTV permet à ses utilisateurs de téléverser et de visionner des vidéos à la fois en mode portrait et en mode paysage, le mode portrait étant la seule orientation possible avant la mise à jour.

### NFT
Les NFT sont arrivés officiellement le 10 mai 2022 sur Instagram. Digital collectibles permet aux créateurs, aux marques et collectionneurs de partager leurs objets numériques sur le réseau social. Cette nouvelle fonctionnalité leur permet de donner davantage de visibilité à leur NFT en les mettant en avant sur le réseau.
Différentes options ont été développées afin de mettre en ligne les NFT. Il faut dans un premier temps connecter son portefeuille numérique. Les propriétaires peuvent alors sélectionner les NFT qu’ils souhaitent partager sur le réseau. Ils peuvent ensuite publier leur objet numérique accompagné d’une courte description afin d’expliquer le NFT, la démarche lors de sa création ou encore leurs inspirations par exemple. Pour finir, les créateurs et collectionneurs seront automatiquement identifiés afin d’être liés au NFT publié.
La création d’un filtre NFT sur Instagram est également possible. Cela permet de projeter en réalité augmentée les NFT et donc de les visualiser de façon plus réelle.
L’option “See in AR” a pour objectif d’importer des NFT en tant qu’objet virtuel 2D via les stories Instagram. La visualisation en 3D est également en cours de développement. Cette fonctionnalité permet de rendre plus concret et tangible ces fameux actifs numériques. En effet, les internautes pourront partager les NFT et parler avec des proches au sein d’espaces partagés.
D’un point de vue technique, les blockchains prises en compte par Instagram sont Ethereum, Polygone, Flow et Solana. Concernant les portefeuilles compatibles, on retrouve Rainbow, MetaMask et Trust Wallet.
L’arrivée des NFT sur Instagram permet de rendre ces objets virtuels plus accessibles notamment grâce aux filtres Instagram. En effet, les internautes pourront découvrir facilement les NFT et les partager entre eux. Du côté des créateurs et collectionneurs, c’est un moyen de gagner en visibilité notamment grâce à l’identification sur les posts. Cette nouvelle fonctionnalité est une réelle opportunité pour les marques d’un point de vue création de contenu original et proximité avec leur communauté. En effet, la proposition d’une expérience immersive riche et unique est devenue très importante pour les marques afin de se différencier.[non neutre]

## Affaires judiciaires
Le 5 septembre 2022, la Data Protection Commission, régulatrice irlandaise de la vie privée condamne Instagram à une amende de 405 millions d’euros pour manquement à la protection des données des enfants. Il lui est reproché de ne pas avoir vérifié l'âge de plus de 13 ans demandé à la création de compte, ni établi de barrières suffisantes pour éviter que des enfants de moins de 18 ans puissent basculer sur un compte professionnel, qui partage publiquement leurs coordonnées, et d'avoir ouvert à certains moments le contenu des comptes d'enfants à tous les comptes sans le limiter aux comptes abonnés approuvés.
En janvier 2023, la Data Protection Commission inflige à Meta une amende de 390 millions d'euros (210 millions pour Facebook et 180 millions pour Instagram).
À la suite de la commercialisation par Facebook et Instagram d'une offre payante vendue comme permettant d'éviter la publicité et la collecte de données personnelles, une plainte est déposée en Autriche contre Meta par l'association NOYB pour ne pas laisser un choix libre et éclairé à sa clientèle lorsqu'elle propose de choisir entre payer et ne pas avoir de publicité ou subir la publicité.

## Controverses

### Conséquences sur la santé mentale
Une étude de 2017 de la Royal Society for Public Health (RSPH) indique qu'Instagram et Snapchat peuvent entraîner de l'anxiété chez les 12 à 24 ans. En 2018, le chef du service de psychiatrie de l’hôpital Henri-Mondor, à Créteil, signale le risque de renforcement d'un état dépressif : « Le cerveau est programmé pour rechercher le plaisir, sauf que là, il se fait avoir. Le cerveau croit voir des choses qui lui font du bien, alors que ce qu’il voit ne le nourrit pas. Ce manque crée le sentiment de déprime ».
Selon les documents « Facebook files » soumis en version caviardée à la Securities and Exchange Commission des États-Unis et au Congrès américain par l’avocat de la lanceuse d’alerte Frances Haugen en 2021, Meta savait que le média social Instagram pouvait être nocif pour le bien-être des adolescents. En effet, d’après une étude effectuée à l’interne de la société, les adolescents sondés ont déclaré avoir eu des pensées suicidaires: 13 % des utilisateurs britanniques et 6 % des utilisateurs américains d’Instagram ont révélé que ces idées noires sont apparues à la suite de leur utilisation du média social,. Toujours selon le même document partagé à l'interne, 1 adolescent sur 5 affirme, dans le cadre de cette étude, que Instagram nuit à son estime de soi. Ce taux est d'autant plus significatif pour les adolescentes britanniques, puis qu'il tombe à 1 adolescente sur 4. Les adolescents blâment Instagram notamment pour les cas de dépression et d’anxiété parmi eux. D'après ces « Facebook files », « 37 % des adolescentes se sentent plus mal après avoir consulté [Instagram] », « 66 % des adolescentes ressentent une comparaison sociale négative », et « 23 % des utilisateurs en général ressentent une pression extrême pour avoir l'air parfait ».
En 2023, aux États-Unis, les procureurs d'une quarantaine d'États ont déposé une plainte commune contre Instagram pour avoir sciemment nuit au bien-être des adolescents. Mark Zuckerberg aurait en particulier ignoré des alertes internes depuis 2019 comme la proposition de désactivation des filtres « beauté » malgré plusieurs soutiens de la direction, ou encore l'absence de suite aux demandes de moyens contre le harcèlement en ligne. Meta a réagi en contestant ces accusations.

### Liberté d’expression et idéologie politique
La présence de communautés aux idées politiques controversées soulève une importante question, celle de la régulation, au risque de contrarier la liberté d’expression des utilisateurs d’Instagram. Ce débat se développe largement aujourd’hui autour des communautés masculinistes et Tradwife. Une régulation partielle des contenus sur les réseaux sociaux semble nécessaire pour limiter la diffusion de contenus potentiellement dangereux, protéger les utilisateurs vulnérables et s’assurer que les plateformes ne favorisent pas délibérément la polarisation et la désinformation. Cependant, cette régulation doit être mise en œuvre avec prudence, afin de ne pas nuire à la liberté d'expression. Un équilibre doit être trouvé entre la modération des contenus nuisibles et le respect des droits fondamentaux, avec, une implication claire des plateformes, des utilisateurs voire des gouvernements. Laurent Gayard explique que, pour le moment, :  « ce  ( qu’il) appellerai(t) donc l’ « algocratie », le « pouvoir des algorithmes », se met au service de l’ochlocratie, « le pouvoir de la foule », pour décider de ce qui doit ou ne doit pas être publié.

### Censure
Instagram a subi de nombreuses critiques à cause de sa politique de censure.
Certains hashtags ne sont pas trouvables en utilisant le moteur de recherche, notamment ceux incluant des termes grossiers et/ou liés au sexe. Le cofondateur d'Instagram Mike Krieger a affirmé dans une publication destinée aux développeurs que la plateforme bloque les recherches mentionnant certains hashtags très utilisés considérés comme ajoutant peu de valeur au contenu.
Une utilisatrice d'Instagram du nom de Samm Newman, qui publiait des photos d'elle-même en bikini a vu son compte supprimé sans préavis. Elle aurait avancé que vu le nombre de photos de femmes en bikini que comptait le réseau social, son bannissement ne pouvait être dû qu'à son physique désavantageux. Instagram a réactivé son compte et s'est excusé. Cependant, plusieurs enquêtes semblent indiquer que le problème est systémique.
En juillet 2019, Instagram supprime des dizaines de comptes dédiés aux mèmes, des images détournées à visées humoristiques qui font le tour du Web.
En octobre 2019, Instagram renforce ses précautions. La liste d'images interdites a été allongée, particulièrement concernant les photos susceptibles d'encourager au suicide ou à l'automutilation. Le but étant de lutter contre ce fléau sur internet. La mise en application de cette règle a cependant été critiquée par le fait que des comptes impliqués dans la lutte contre l'automutilation ont été pris pour cibles.
En janvier 2021, plusieurs militants dénoncent l'hypocrisie de la modération du réseau social, qui ne tient compte des signalements que quand ils visent les contenus militants n'enfreignant pourtant pas les règles du réseau, et qui laissent impunis les cas de harcèlement. Les militants y voient une censure ciblée visant intentionnellement des minorités. Le problème avait déjà été pointé du doigt par l'association Salty deux années auparavant.
En janvier 2025, après que Mark Zuckerberg ait donné 1 million de dollar pour la fête d'inauguration de Donald Trump à la présidence des États-Unis, la recherche de termes en lien avec le parti démocrate est censurée dans Instagram alors que la recherche en lien avec le parti républicain reste accessible.

#### Contenus à caractère sexuel
De plus, le compte de la chanteuse Rihanna avait été supprimé en 2014, pour la même politique de censure. La chanteuse avait publié sa photo en couverture du magazine Lui. On y voyait la chanteuse seins nus à moitié cachés par l'ombre. Le compte a finalement été réactivé 6 mois plus tard.
Cette censure a également été dénoncée sur Instagram à travers le mouvement Free the Nipple (« Libérez le téton ») partant d'un constat simple : pourquoi les femmes devraient cacher leurs seins alors que les hommes s'exhibent torse nu dans l'indifférence ? Le hashtag #Freethenipple se propage depuis sur les réseaux sociaux afin de dénoncer ce tabou et a atteint 262 000 participants sur Instagram. De nombreuses personnalités ont suivi le mouvement contribuant ainsi à la notoriété du groupe.
Le directeur général d'Instagram Kevin Systrom s'est expliqué sur cette censure lors d'une conférence de presse donnée à Londres en octobre 2015. Des justifications fondées sur l'application de règles communautaires et la faute d'Apple. L'App Store possède en effet des conditions strictes concernant les contenus, et la nudité est interdite sauf si l'application est classée 17 ans et plus. Ainsi, seules les photos de seins allaitants ou de mastectomies sont autorisées sur Instagram,.
En avril 2018, le compte de Laina Hadengue, une peintre toulousaine qui avait mis en ligne sa toile Le fil des jours montrant une femme au sein dénudé, est supprimé « sans préavis »,.
En 2021, les Musées de Vienne déplorent faire l'objet d'une censure des œuvres qu'ils tentent de promouvoir sur leurs réseaux sociaux, et cela malgré leurs directives stipulant que la nudité dans la peinture et les sculptures était tolérée. Ils se tournent donc vers onlyfans, média social qui tolère les contenus pornographiques, mais se trouvent dans l'impossibilité de les promouvoir sur les réseaux sociaux habituels, les liens menant vers onlyfans étant systématiquement supprimés des plate-formes.
En janvier 2025, le service Crushmate, parfois nommé Crush AI, vend sur Instagram des publicités en violation des conditions d'utilisation qui lui procurent 90 % de son trafic. L'entreprise vend un service permettant de créer à partir d'une vidéo trouvée sur Instagram ou TikTok une photo nue. Ces publicités payées violant les conditions d'utilisation sont pourtant retirées bien moins rapidement que les images envoyées par des comptes normaux.

#### Censure pendant la guerre à Gaza depuis 2023
En décembre 2023, alors que la guerre à Gaza entamée en octobre a relancé le conflit israélo-palestinien, un rapport de l'organisation non gouvernementale Human Rights Watch accuse Meta de pratiquer une censure « systématique et globale » des contenus pro-palestiniens sur Instagram et Facebook.
Depuis 2016, la directrice des politiques pour Israël et la diaspora juive chez Meta, Jordana Cutler, est une ancienne haute responsable du gouvernement israélien et proche de Benyamin Netanyahou. Selon une enquête de The Intercept, elle est intervenue pour faire censurer des critiques de la politique israélienne sur Instagram.
Le 7 février 2024, le compte instagram Le coin des lgbt+ est supprimé à la suite d'une critique de son auteur de l'instrumentalisation des droits des minorités sexuelles par Israël. Ce dernier a fustigé Instagram d'avoir supprimé en très peu de temps son compte parce qu'il contenait une critique d'Israël alors qu'il avait laissé ses harceleurs dans l'impunité la plus totale. Selon lui, il serait victime d'un signalement de masse de la part de propagandistes pro-israël. Le compte a finalement été réintégré, mais le post critiquant Israël a été supprimé.
En août 2024, le gouvernement turc bloque Instagram pendant neuf jours. Les autorités turques s'insurgeaient du retrait par la plateforme américaine de plusieurs messages d'hommages à Ismaël Haniyeh, le chef du Hamas tué à Téhéran.

### Piratage informatique
En septembre 2017, l'application fait face à un piratage d'ampleur, concernant jusqu'à 6 millions d'utilisateurs, dû à un bogue. L'attaque, qui vise à récupérer numéros de téléphone et adresses électroniques, touche des personnalités variées telles que l'acteur Leonardo DiCaprio, la chanteuse Beyoncé ou encore le footballeur professionnel Neymar.

### Algorithme
Depuis mars 2016, Instagram a introduit un algorithme censé afficher aux utilisateurs les contenus qui sont le plus susceptibles de les intéresser. Le fonctionnement de cet algorithme est cependant maintenu secret par l’entreprise. Dans le cadre d'une enquête Mediapart, 1 737 publications contenant 2 400 images postées sur Instagram entre février et mai 2020 ont été analysées et leur taux d’exposition calculé. Cette enquête révèle que le réseau social montre davantage aux abonnés les photos de personnes dénudées. La journaliste Judith Duportail parle alors d'une « prime à la nudité » qui inciterait les utilisateurs à poster de telles images afin d’atteindre le maximum d’audience.

### Récompenses
Instagram a été finaliste pour la catégorie « Meilleure application mobile » aux TechCrunch Crunchies de 2010 en janvier 2011. En mai 2011, Fast Company a classé le PDG Kevin Systrom au numéro 66 dans le classement « Les 100 personnes les plus créatives du monde des affaires en 2011 ». En juin 2011, Inc. a inclus les cofondateurs Systrom et Krieger dans sa liste « 30 Under 30 » de 2011.
Instagram a remporté le prix de la « Meilleure application locale » aux SF Weekly Web Awards en septembre 2011. Le numéro de septembre 2011 du magazine 7x7Magazine a présenté Systrom et Krieger en couverture de son numéro « The Hot 20 2011 ». En décembre 2011, Apple Inc. a nommé Instagram « Application de l'année » pour 2011. En 2015, Instagram a été classé n°1 par Mashable sur sa liste des « 100 meilleures applications iPhone de tous les temps », qualifiant Instagram de « l'un des réseaux sociaux les plus influents au monde ». Instagram a été classé parmi les « 50 meilleures applications Android pour 2013 » par le Times.

### Culture
Le 9 août 2012, la musicienne anglaise Ellie Goulding sort un clip vidéo pour sa chanson Anything Could Happen. Le clip ne contenait que des photos Instagram soumises par les fans qui utilisaient divers filtres pour représenter des mots ou des paroles de la chanson, et plus de 1 200 photos différentes ont été soumises.

### Sécurité
En août 2017, des informations ont fait surface selon lesquelles un bug dans les outils de développement d'Instagram avait permis à « un ou plusieurs individus » d'accéder aux informations de contact, notamment les adresses électroniques et les numéros de téléphone, de plusieurs comptes vérifiés de haut niveau, dont son utilisateur le plus suivi, Selena Gomez. La société a déclaré dans un communiqué qu'elle avait « corrigé le bug rapidement » et qu'elle menait une enquête,. Toutefois, le mois suivant, de nouveaux détails ont émergé, avec un groupe de pirates informatiques vendant des informations de contact en ligne, le nombre de comptes concernés se situant en « millions » plutôt que dans la limite précédemment supposée des comptes vérifiés. Quelques heures après le piratage, une base de données consultable a été mise en ligne, facturant 10 $ par recherche. The Daily Beast a reçu un échantillon des comptes affectés et a pu confirmer que, si de nombreuses adresses électroniques pouvaient être trouvées avec une recherche Google dans des sources publiques, certaines ne donnaient pas de résultats de recherche Google pertinents et provenaient donc de sources privées. The Verge a écrit que la société de cybersécurité RepKnight avait trouvé les coordonnées de plusieurs acteurs, musiciens et athlètes,, et que le compte de la chanteuse Selena Gomez avait été utilisé par les pirates informatiques pour publier des photos nues de son ex-petit ami Justin Bieber. La société a admis qu' « elle ne pouvait pas déterminer quels comptes spécifiques avaient pu être touchés », mais elle estimait qu'« il s'agissait d'un faible pourcentage de comptes Instagram », bien que TechCrunch ait indiqué dans son rapport que six millions de comptes étaient concernés par le piratage, et qu'« Instagram compte plus de 700 millions de comptes ; six millions, ce n'est pas un petit nombre »,.
En 2019, Apple a retiré une application qui permettait aux utilisateurs de harceler des personnes sur Instagram en collectant des données et en grattant des comptes. L'Iran a un blocage DPI pour Instagram,.

## Statistiques globales

### Nombre d'utilisateurs
À partir de sa création, il a fallu trois ans à Instagram pour atteindre les cent millions d'utilisateurs. Après le rachat par Facebook en 2012, elle a augmenté de cent millions, voire deux cents millions par an.
En 2015, Instagram franchit le seuil symbolique des 400 millions d'utilisateurs. 41 % des utilisateurs d'Instagram ont entre 16 et 24 ans ;[réf. nécessaire]39 % des utilisateurs de Facebook sont aussi sur Instagram (55 % pour les utilisateurs de 16 à 24 ans),.
En 2016, l'activité mensuelle d'Instagram représente six cents millions d'utilisateurs dans le monde dont seulement 20 % aux États-Unis, avec une moyenne de 4,2 milliards de mentions « J'aime » par jour et 95 millions de photos et vidéos postées au quotidien. La plateforme franchit également la barre de 200 000 annonceurs présents. 35 % des utilisateurs ont entre 25 et 34 ans ; 17 % entre 35 et 44 ans ; 8 % ont 45 ans et plus.
En 2017, Instagram atteint 800 millions d'utilisateurs.[réf. nécessaire] L'application lance un mode « LIVE » permettant aux utilisateurs de filmer et partager des vidéos en direct.
Le 20 juin 2018, Kevin Systrom, PDG d'Instagram, annonce que le réseau social a officiellement dépassé le milliard d'utilisateurs actifs. La même année est lancé IGTV, une plateforme de vidéos de sens verticale semblable à YouTube.
Le 27 octobre 2022, le réseau social dépasse les deux milliards d'utilisateurs mensuels dans le monde. Il figure ainsi en troisième place, juste derrière Facebook et YouTube.

### Comptes les plus suivis
| Rang | Nom d'utilisateur   | Appartient à          | Nombre d'abonnés (en millions) du 14 juillet 2025 | Activité                               | Pays             | Compte de marque |
| ---- | ------------------- | --------------------- | ------------------------------------------------- | -------------------------------------- | ---------------- | ---------------- |
| 1    | @Instagram          | Instagram             | 692                                               | Réseau social                          | États-Unis       | Oui              |
| 2    | @cristiano          | Cristiano Ronaldo,    | 660                                               | Footballeur                            | Portugal         | Non              |
| 3    | @leomessi           | Lionel Messi          | 506                                               | Footballeur                            | Argentine        | Non              |
| 4    | @selenagomez        | Selena Gomez,         | 418                                               | Chanteuse et actrice                   | États-Unis       | Non              |
| 5    | @therock            | Dwayne Johnson        | 393                                               | Acteur et catcheur professionnel       | États-Unis       | Non              |
| 6    | @kyliejenner        | Kylie Jenner          | 393                                               | Influenceuse, actrice, téléréalité     | États-Unis       | Non              |
| 7    | @arianagrande       | Ariana Grande,        | 374                                               | Chanteuse et actrice                   | États-Unis       | Non              |
| 8    | @kimkardashian      | Kim Kardashian        | 356                                               | Influenceuse, téléréalité              | États-Unis       | Non              |
| 9    | @beyonce            | Beyoncé,              | 310                                               | Musicienne                             | États-Unis       | Non              |
| 10   | @khloekardashian    | Khloé Kardashian      | 302                                               | Influenceuse, téléréalité              | États-Unis       | Non              |
| 11   | @nike               | Nike                  | 300                                               | Vêtements                              | États-Unis       | Oui              |
| 12   | @justinbieber       | Justin Bieber         | 294                                               | Musicien                               | Canada           | Non              |
| 13   | @kendalljenner      | Kendall Jenner        | 286                                               | Influenceuse, téléréalité et mannequin | États-Unis       | Non              |
| 14   | @taylorswift        | Taylor Swift          | 280                                               | Musicienne                             | États-Unis       | Non              |
| 15   | @natgeo             | National Geographic   | 278                                               | Magazine                               | États-Unis       | Oui              |
| 16   | @virat.kohli        | Virat Kohli           | 273                                               | Joueur de cricket                      | Inde             | Non              |
| 17   | @jlo                | Jennifer Lopez        | 247                                               | Musicienne et actrice                  | États-Unis       | Non              |
| 18   | @neymarjr           | Neymar Jr             | 231                                               | Footballeur                            | Brésil           | Non              |
| 19   | @nickiminaj         | Nicki Minaj           | 224                                               | Musicienne                             | États-Unis       | Non              |
| 20   | @kourtneykardash    | Kourtney Kardashian   | 218                                               | Influenceuse, téléréalité              | États-Unis       | Non              |
| 21   | @mileycyrus         | Miley Cyrus           | 212                                               | Musicienne et actrice                  | États-Unis       | Non              |
| 22   | @katyperry          | Katy Perry            | 203                                               | Musicienne                             | États-Unis       | Non              |
| 23   | @zendaya            | Zendaya               | 178                                               | Actrice et musicienne                  | États-Unis       | Non              |
| 24   | @realmadrid         | Real Madrid           | 177                                               | Club de football                       | Espagne          | Oui              |
| 25   | @kevinhart4real     | Kevin Hart            | 176                                               | Acteur, humoriste                      | États-Unis       | Non              |
| 26   | @iamcardib          | Cardi B               | 163                                               | Musicienne                             | États-Unis       | Non              |
| 27   | @kingjames          | LeBron James          | 159                                               | Joueur de basket-ball                  | États-Unis       | Non              |
| 28   | @ddlovato           | Demi Lovato           | 153                                               | Musicienne et actrice                  | États-Unis       | Non              |
| 29   | @badgalriri         | Rihanna               | 149                                               | Entrepreneuse et musicienne            | Barbade          | Non              |
| 30   | @chrisbrownofficial | Chris Brown           | 144                                               | Musicien                               | États-Unis       | Non              |
| 31   | @champagnepapi      | Drake                 | 142                                               | Musicien et Rappeur                    | Canada           | Non              |
| 32   | @fcbarcelona        | FC Barcelone          | 142                                               | Club de football                       | Espagne          | Oui              |
| 33   | @ellendegeneres     | Ellen DeGeneres       | 135                                               | Personnalité, Comédienne               | États-Unis       | Non              |
| 34   | @k.mbappe           | Kylian Mbappe         | 125                                               | Footballeur                            | France           | Non              |
| 35   | @billieeilish       | Billie Eilish         | 124                                               | Musicienne                             | États-Unis       | Non              |
| 36   | @championsleague    | UEFA Champions League | 121                                               | Compétition de football                | Union européenne | Oui              |
| 37   | @gal_gadot          | Gal Gadot             | 107                                               | Actrice et mannequin                   | Israël           | Non              |
| 38   | @lalalalisa_m       | Lalisa Manoban        | 106                                               | Musicienne et rappeuse                 | Thaïlande        | Non              |
| 39   | @vindiesel          | Vin Diesel            | 103                                               | Acteur                                 | États-Unis       | Non              |
| 40   | @nasa               | NASA                  | 96.3                                              | Agence spatiale                        | États-Unis       | Oui              |
| 41   | @narendramodi       | Narendra Modi         | 96.2                                              | Premier ministre de l'Inde             | Inde             | Non              |
| 42   | @shraddhakapoor     | Shraddha Kapoor       | 94                                                | Actrice                                | Inde             | Non              |
| 43   | @shakira            | Shakira               | 93                                                | Danseuse et chanteuse                  | Colombie         | Non              |
| 44   | @priyankachopra     | Priyanka Chopra       | 92.4                                              | Actrice et musicienne                  | Inde             | Non              |
| 45   | @nba                | NBA                   | 90.9                                              | Compétition de basket-ball             | États-Unis       | Oui              |
| 46   | @snoopdogg          | Snoop Dogg            | 88.6                                              | Musicien                               | États-Unis       | Non              |
| 47   | @davidbeckham       | David Beckham         | 88.2                                              | Ex-footballeur                         | Royaume-Uni      | Non              |
| 48   | @dualipa            | Dua Lipa              | 88                                                | Musicienne                             | Royaume-Uni      | Non              |
| 49   | @jennierubyjane     | Kim Jennie            | 87.6                                              | Chanteuse et Actrice                   | Corée du Sud     | Non              |
| 50   | @aliaabhatt         | Alia Bhatt            | 86.4                                              | Actrice et Chanteuse                   | Royaume-Uni      | Non              |

### Publications les plus likées
De 2019 à 2022, la photo la plus aimée compte plus de 61 millions de mentions « J'aime » et est détenue par un compte inconnu nommé « world_record_egg » qui a publié la photo d'un œuf et qui avait pour seul but de détrôner Kylie Jenner, qui détenait le précédent record avec 18 millions.
Le 11 juillet 2021, à l'occasion de la victoire de l'Argentine lors de la Copa America, Lionel Messi bat le record de mentions « J'aime » pour une photo d'un athlète sportif avec plus de 21 millions de « J'aime ».
Ce record est battu le 11 août 2021 par le même Messi, en publiant une photo de son maillot, symbole de l'officialisation de son transfert au PSG, avec près de 21,8 millions de mentions « J'aime », le record sera par la suite battu en novembre 2022[réf. nécessaire].
Le 28 octobre 2021, le footballeur Cristiano Ronaldo et sa femme Georgina Rodríguez publient la photo groupée la plus likée de l'année en annonçant qu'ils attendent des jumeaux. La photo récolte plus de 32 millions de mentions « J'aime »[réf. nécessaire].
Le 18 décembre 2022, l'Argentine remporte la coupe monde face à la France. Le lendemain, la publication de Lionel Messi portant la coupe du monde devient la photo la plus likée de l'histoire du réseau social (devant la « photo de l'œuf ») avec plus de 75 millions de mentions « J'aime ».

### Lives les plus suivis
Le 8 mai 2020, le rappeur 6ix9ine, juste sorti de prison, bat un record de personnes en ligne simultanément, avec un record de 2 millions de personnes pour un live, alors que l'ancien record était de 300 000 personnes.

## Dans la culture
- Éliette Abécassis, Instagrammable, roman paru chez Grasset, 2021.
- Instalife, film sur une jeune femme accro à Instagram

### Note
1. ↑  (/ɛ̃stagʁam/, prononcé en anglais : /ˈɪnstəɡɹæm/ Prononciation en anglais américain retranscrite selon la norme API.